# Sambódromo

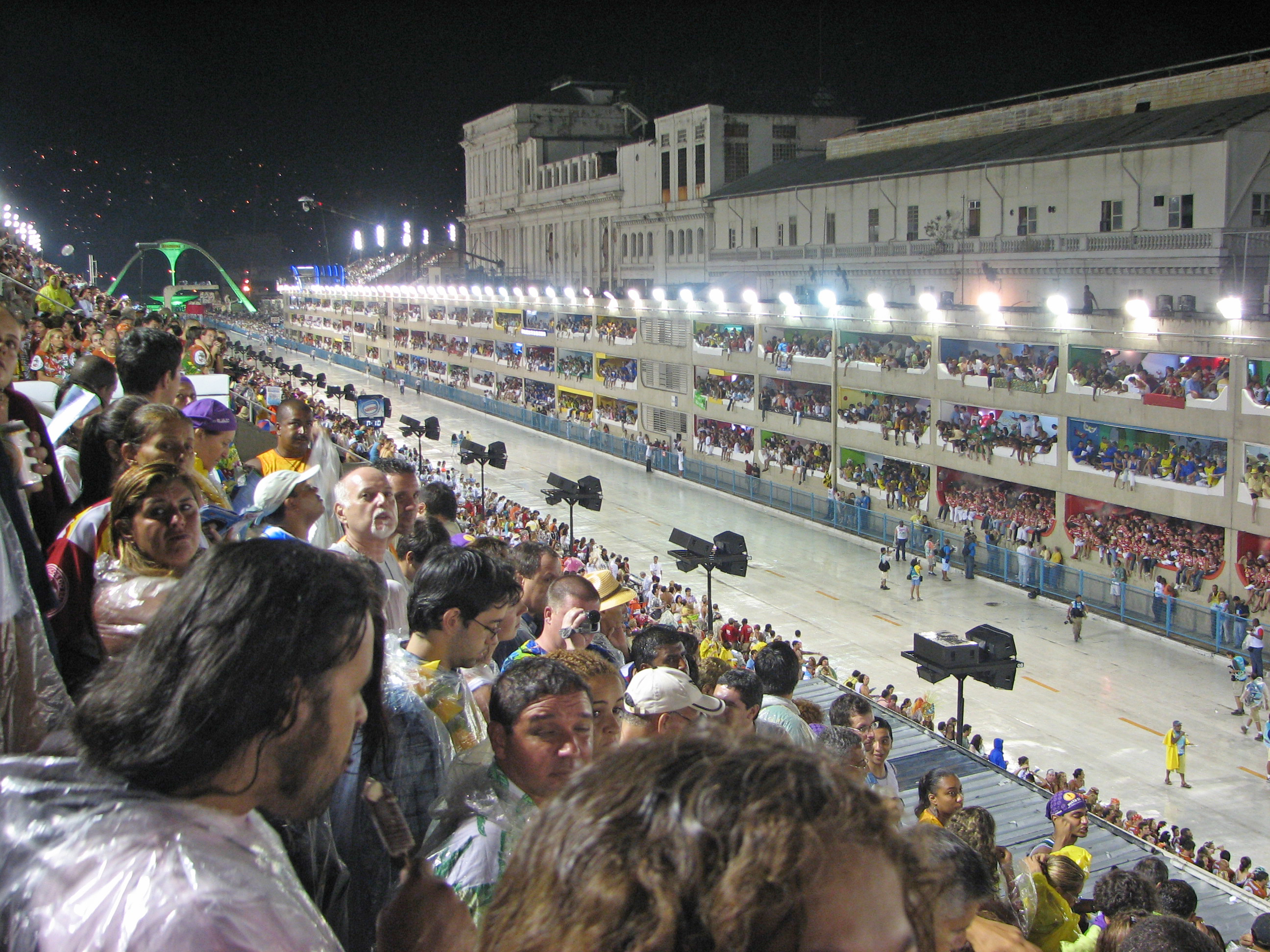
Sambódromo da Marquês de Sapucaí, no Rio de Janeiro.

Sambódromo é um tipo de conjunto arquitetônico destinado aos desfiles das escolas de samba. Geralmente, são compostos por uma passarela e por uma área de dispersão das agremiações.

## Etimologia
"Sambódromo" é um neologismo criado por Darcy Ribeiro pela junção da palavra "samba" e do termo grego δρόμος [drómos], que significa "caminho", "via".

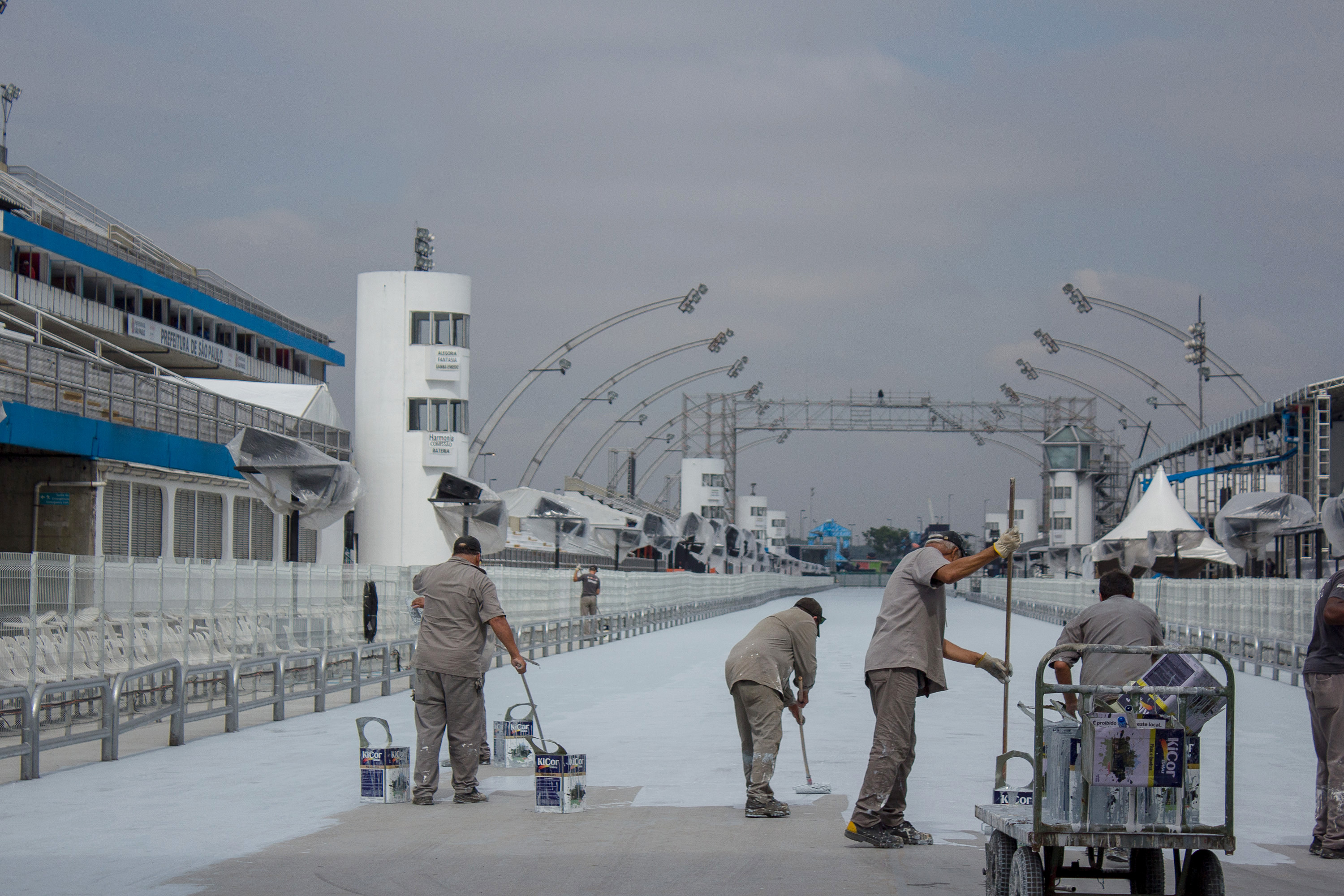
Imagem do Sambódromo do Anhembi.

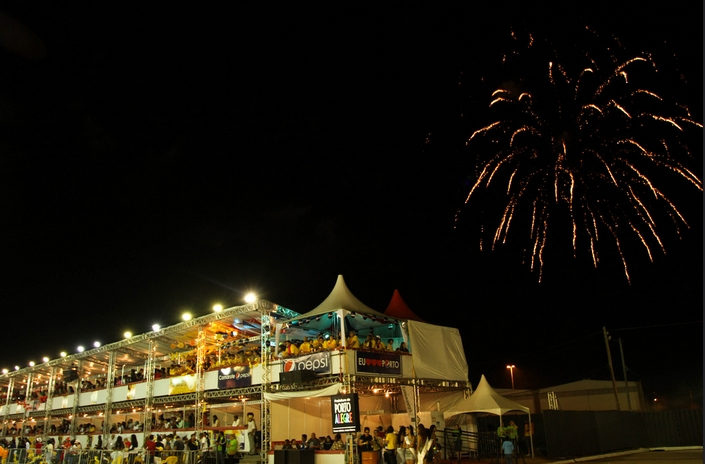
Complexo Cultural do Porto Seco, em Porto Alegre.

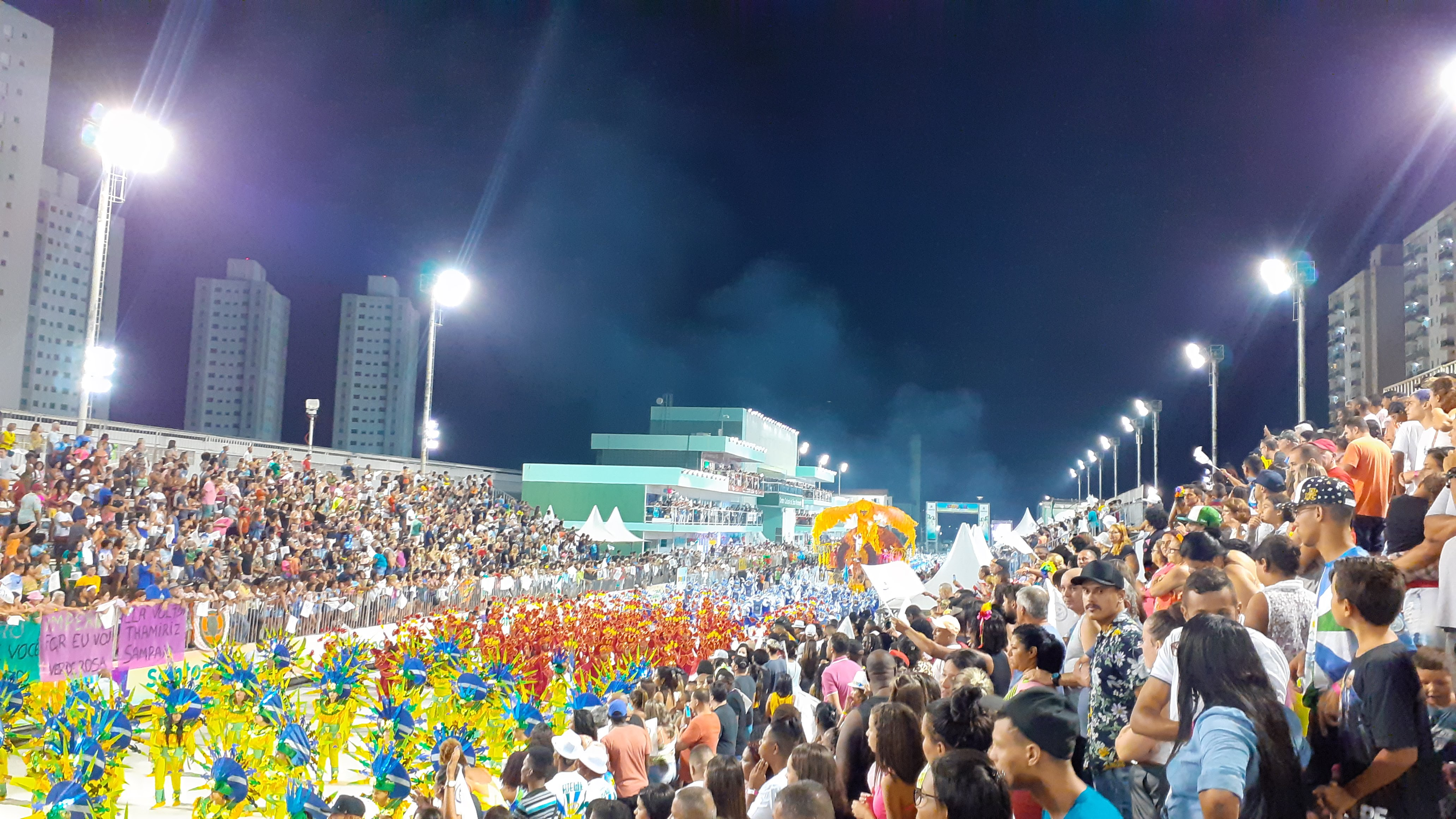
Sambódromo Dráuzio da Cruz em Santos.

Os sambódromos mais conhecidos são: Sambódromo da Marquês de Sapucaí, do Rio de Janeiro; Sambódromo do Anhembi, de São Paulo, além de Florianópolis, Vitória, Santos, Porto Alegre e Manaus, todos no Brasil. 
| Cidade                | Sambódromo                                                 |
| --------------------- | ---------------------------------------------------------- |
| Macapá                | Escola Sambódromo de Artes Populares                       |
| Manaus                | Sambódromo de Manaus                                       |
| Ceilândia             | Ceilambódromo                                              |
| Vitória               | Sambão do Povo                                             |
| Monte Santo de Minas  | Sambódromo Sebastião Antônio da Silva - Terreirão do Samba |
| Belém                 | Aldeia de Cultura Amazônica Davi Miguel                    |
| Cabo Frio             | Morada do Samba                                            |
| Campos dos Goytacazes | Centro de Eventos Populares Osório Peixoto - CEPOP         |
| Rio de Janeiro        | Sambódromo da Marquês de Sapucaí                           |
| Cruz Alta             | Sambódromo Mestre Vidal                                    |
| Porto Alegre          | Complexo Cultural do Porto Seco                            |
| São Paulo             | Sambódromo do Anhembi                                      |
| Santos                | Sambódromo Passarela do Samba Dráusio da Cruz              |
| Bauru                 | Sambódromo Municipal de Bauru                              |
| Paulínia              | Sambódromo de Paulínia                                     |
| Florianópolis         | Passarela Nego Querido                                     |
| Laguna                | Escola Multiuso Hildenburgo Moreira                        |

## Sambódromos fora do Brasil

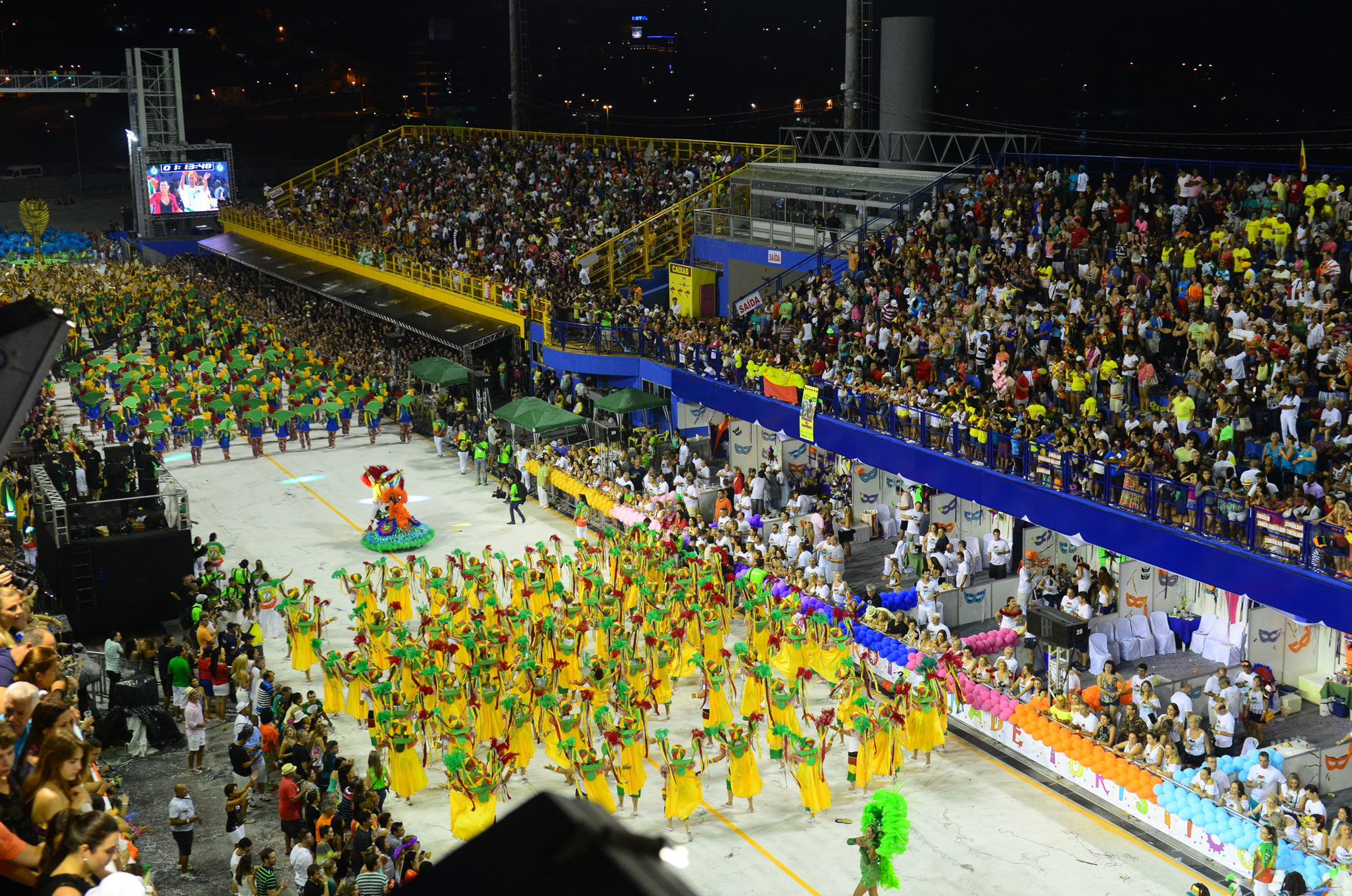
Passarela Nego Quirido, em Florianópolis.

| País      | Cidade       | Sambódromo                      |
| --------- | ------------ | ------------------------------- |
| Argentina | Gualeguaychú | Sambódromo de Gualeguaychú      |
| Argentina | Mercedes     | Sambódromo do Parque da Estação |
| Paraguai  | Encarnación  | Centro Cívico Sambódromo        |